# Paul Rhys
Paul Rhys (nascido em 19 de dezembro de 1963) é um ator galês de cinema, teatro e televisão.

## Vida
Rhys nasceu em Neath, filho de pais católicos e de classe média, Kathryn Ivory e Richard Charles Rhys, um trabalhador braçal. A partir dos dez anos de idade, ele criou e treinou cavalos, tornando-se um cavaleiro altamente talentoso. Durante sua adolescência Rhys, como um dedicado Punk, cantou em diversas bandas. Seu primeiro trabalho como ator foi interpretar Ralph, especialista em judô de Liverpudlian, na peça de sucesso de John Godber, Bouncers, antes de partir para Londres, onde se qualificou para seu cartão de patrimônio cantando standards de jazz na hora do almoço para Peter Boizot's Pizza Express e Kettners. </link>

## Carreira
Rhys recebeu uma bolsa de Bernard Shaw para estudar na RADA. No primeiro semestre ele foi descoberto por Philip Prowse e convidado para atuar em A Woman of No Importance, de Oscar Wilde, no Glasgow Citizens Theatre, interpretando o filho ilegítimo, Gerald. Ele também apareceu como Dean Swift no filme Absolute Beginners, de Julian Temple . Rhys completou sua educação na RADA excelentemente, ganhando o prêmio William Pole e a Medalha de Ouro Bancroft.

### Filmes
Seu segundo papel no cinema foi em Lionheart, de Franklin J. Schaffner . Após um breve período na Royal Shakespeare Company, ele atuou ao lado de Colin Firth no premiado filme de Richard Eyre, Tumbledown . Logo depois disso, ele apareceu em Vincent & Theo, dirigido pelo lendário diretor de cinema americano Robert Altman, como o irmão mais novo de Vincent van Gogh, Theo van Gogh . Continuando o tema dos irmãos famosos, Paul interpretou Sydney Chaplin ao lado de Charlie Chaplin de Robert Downey Jr. em Chaplin de Richard Attenborough . Ele passou a interpretar Massis em 102 Boulevard Haussmann, de Alan Bennett . Ele então apareceu ao lado de Peter O'Toole em Rebecca's Daughters . Seguiu-se uma série de filmes, incluindo From Hell, Food of Love, Love Lies Bleeding, Becoming Colette e Hellraiser: Deader . Ele aparece como Talleyrand no grande filme de Ridley Scott, Napoleão(2023) e como Duncan em Saltburn (2023) de Emerald Fennell.

### Televisão
Paralelamente ao trabalho cinematográfico de Rhys tem também uma carreira televisiva diversificada e notável, trabalhando em papéis principais com diretores como Mike Hodges, Stephen Frears, Sir Richard Eyre, Philip Martin, Christopher Morahan, Tom Vaughan, Edward Hall, Harry Bradbeer em produções incluindo Tumbledown, A Dance to the Music of Time, The heroes, Ghosts, Gallowglass, A curandeira, Anna Karenina, The Deal, Beethoven, The Ten Commandments, Borgia, Lutero e Spooks .
Em 2008, Rhys apareceu na série "Agatha Christie's Poirot". Em 2014, ele atuou no papel principal como o traidor Aldrich Ames, na minissérie The Assets, depois como King George III in Turn: Washington's Spies e como Sir John Conroy em Victoria . Ele criou um pequeno nicho interpretando vampiros: Being Human (como Ivan ); como Vlad, o Príncipe da Valáquia, também conhecido como Drácula, nas temporadas 1–3 da série Da Vinci's Demons de 2015; e como Andrew Hubbard em duas temporadas do sucesso de 2020–2021, A Discovery of Witches . Em 2023, ele aparece como Tommy no filme da BBC, Men Up .

### Teatro
O trabalho inicial de Rhys incluiu apresentações no Glasgow Citizen's Theatre, Royal Shakespeare Company, Riverside Studios, Compass Theatre e Young Vic . Sua primeira aparição no Royal National Theatre foi ao lado de Ian McKellen em Bent, posteriormente interpretando Angelo em Measure for Measure, de Simon McBurney, pelo qual ganhou o Critics' Circle Theatre Award ; Houseman em The Invention of Love ; e Edgar em King Lear, pelo qual foi indicado ao Prêmio Olivier . Ele apareceu como Edmund em Long Day's Journey into Night e como Leo em Design for Living at The Donmar Warehouse, atuando ao lado de Rachel Weisz e Clive Owen . Em 2000, ele desempenhou o papel principal em Hamlet no Young Vic e mais tarde em Tóquio e Osaka. Ele recebeu vários prêmios por esta atuação. Rhys continuou sua colaboração com Simon McBurney em Vanishing Points, The Dark is Rising e The Master em Master and Margarita . O show estreou no Barbican em 2010 e continuou em turnê internacional, retornando ao Barbican para uma segunda temporada com ingressos esgotados em 2012. Em 2016, ele estrelou uma nova versão de Uncle Vanya, de Chekhov, de Robert Icke, no The Almeida Theatre, ao lado de Tobias Menzies, Jessica Brown-Findlay e Vanessa Kirby .
Personagens da vida real interpretados por Rhys incluem Vlad Tepes, Ludwig van Beethoven, Peter Mandelson, Paul McCartney, Thomas De Quincey, A. E. Housman, Frédéric Chopin, Marcus Tullius Cicero e Charles Talleyrand .
Em duas ocasiões, Paul Rhys foi levado ao hospital enquanto trabalhava em uma produção teatral, uma vez com pneumonia e outra com exaustão. No papel principal da peça Paul, de Howard Brenton, no Royal National Theatre, ele não pôde continuar porque havia perdido uma quantidade preocupante de peso, caindo de 76 para 57 quilos.

### Rádio
Paul atuou em mais de cem dramas da rádio BBC. Seus papéis incluem: Simon Templar em The Saint (1995), de Leslie Charteris, Príncipe Myshkin em The Idiot (2002), de Fyodor Dostoevsky, Charles Lamb em Charles and Mary (2011), de Carlo Gébler, e Augustus SFX Van Dusen de Jacques Futrelle em The Rivals (2011–2013).

## Vida pessoal
Paul Rhys esteve em um relacionamento com a falecida atriz australiana Arkie Whiteley, com quem dividiu tela em Gallowglass . Quando Whitely foi diagnosticada com câncer terminal aos 36 anos, ele cuidou dela até sua morte.

## Filmografia

### Filme
| Ano  | Título                                                        | Papel                          | Notas                                   |
| ---- | ------------------------------------------------------------- | ------------------------------ | --------------------------------------- |
| 1986 | Absolute Beginners                                            | Reitor Swift                   |                                         |
| 1987 | Lionheart                                                     | Prefeito da Cidade Subterrânea |                                         |
| 1987 | Little Dorrit                                                 | Charles Stiltstalking          |                                         |
| 1989 | Spirit                                                        | Douglas Rimmer                 |                                         |
| 1990 | Vicent & Theo                                                 | Theo van Gogh                  |                                         |
| 1991 | Becoming Colette                                              | Chapo                          |                                         |
| 1992 | Rebecca's Daughters                                           | Antonio Raine                  |                                         |
| 1992 | Chaplin                                                       | Sidney Chaplin                 |                                         |
| 1995 | Nina Takes a Lover                                            | Fotógrafo                      |                                         |
| 1999 | Love Lies Bleeding                                            | Dr. Jonathan Stephens          |                                         |
| 1999 | The Strange Case of Delphina Potocka or The Mistery of Chopin | Frederico Chopin               |                                         |
| 2001 | From Hell                                                     | Dr. Ferral                     |                                         |
| 2002 | Food of Love                                                  | Richard Kennington             |                                         |
| 2003 | Vácuo                                                         | Adão                           | Filme curto                             |
| 2003 | Y Mabinogi                                                    | Lorde Pwyll                    | Voz                                     |
| 2003 | The Deal                                                      | Pedro Mandelson                |                                         |
| 2005 | Hellraiser: Deader                                            | Winter                         | Direto para vídeo                       |
| 2007 | Unknown Things                                                | Hoogstraten                    |                                         |
| 2011 | Eliminate: Archie Cookson                                     | Archie Cookson                 | Prêmio BIFFF Thriller - Menção Especial |
| 2023 | Napoleon                                                      | Talleyrand                     |                                         |
| 2023 | Saltburn                                                      | Duncan                         |                                         |
| 2023 | Widow Clicquot                                                | Droite                         |                                         |

### Televisão
| Ano     | Título                           | Papel                 | Notas                                                    |
| ------- | -------------------------------- | --------------------- | -------------------------------------------------------- |
| 1987    | My Family and Other Animals      | George                |                                                          |
| 1988    | Tumbledown                       | Hugh MacKessac        | Television film                                          |
| 1988    | The Heroes                       | Ivan Lyon             |                                                          |
| 1990    | Screen Two                       | Amable Massis         | Series 7, Episode 5: "102 Boulevard Haussmann"           |
| 1990    | Opium Eaters                     | Thomas De Quincey     | Television film                                          |
| 1992    | Chillers                         | Adam Marshall         | Series 1, Episode 9: "A Bird Poised to Fly"              |
| 1993    | Gallowglass                      | Sandor                |                                                          |
| 1994    | The Healer                       | Dr. John Lassiter     | Television film; BAFTA Cymru Award for Best Actor        |
| 1994    | A Summer's Day Dream             | Christopher           | Television film                                          |
| 1995    | Ghosts                           | Captain Peter Buckle  | Series 1, Episode 2: "Blood and Water"                   |
| 1995    | The Haunting of Helen Walker     | Edward Goffe          | Television film                                          |
| 1996    | Kavanagh QC                      | Sam Wicks             | Series 2, Episode 6: "Job Satisfaction"                  |
| 1997    | A Dance to the Music of Time     | Charles Stringham     |                                                          |
| 1998    | Performance                      | Edgar                 | King Lear                                                |
| 2000    | Randall &amp; Hopkirk (Deceased) | Douglas Milton        | Series 1, Episode 4: "Paranoia"                          |
| 2000    | I Saw You                        | Ben Walters           | Television film                                          |
| 2000    | Anna Karenina                    | Nikolai               |                                                          |
| 2001    | The Innocent                     | David Pastorov        | Television film                                          |
| 2001    | The Cazalets                     | Rupert Cazalet        |                                                          |
| 2002    | I Saw You                        | Ben Walters           |                                                          |
| 2002    | The Lives of Animals             | John                  | Television film                                          |
| 2003    | Murder in Mind                   | Matthew Hopkins       | Series 3, Episode 1: "Echoes"                            |
| 2005    | Timewatch                        | Cicero                | Episode: "Murder in Rome"                                |
| 2005    | Beethoven                        | Ludwig van Beethoven  |                                                          |
| 2006    | The Ten Commandments             | Ramesses II           |                                                          |
| 2008    | Bonekickers                      | Edward Laygass        | Series 1, Episode 1: "Army of God"                       |
| 2008    | Agatha Christie's Poirot         | Robin Upward          | Series 11, Episode 1: "Mrs McGinty's Dead"               |
| 2008    | Spooks                           | Alexis Meynell        | Series 7, Episode 5                                      |
| 2009    | The Queen                        | Prince Charles        | Series 1, Episode 4: "The Enemy Within"                  |
| 2010    | Being Human                      | Ivan                  | 5 episodes                                               |
| 2010    | Luther                           | Lucien Burgess        | Series 1, Episode 3                                      |
| 2010    | New Tricks                       | Sebastian Carter      | Series 7, Episode 1: "Dead Man Talking"                  |
| 2010    | When Harvey Met Bob              | Paul McCartney        | Television film                                          |
| 2010    | Agatha Christie's Marple         | Lewis Pritchard       | Series 5, Episode 3: "The Blue Geranium"                 |
| 2011    | Murdoch Mysteries                | Dr. Llewellyn Francis | 3 episodes                                               |
| 2011    | Moving On                        | Andy                  | Series 3, Episode 4: "Donor"                             |
| 2011    | Great Expectations               | Compeyson/Denby       |                                                          |
| 2013–14 | Borgia                           | Leonardo da Vinci     | 6 episodes                                               |
| 2013–15 | Da Vinci's Demons                | Vlad the Impaler      | 4 episodes                                               |
| 2014    | The Assets                       | Aldrich Ames          |                                                          |
| 2015–17 | TURN                             | George III            | 3 episodes                                               |
| 2015    | Casanova                         | Count of St. Germain  | Television film                                          |
| 2016    | Victoria                         | Sir John Conroy       | 3 episodes                                               |
| 2017    | Rellik                           | Patrick Barker        | 3 episodes                                               |
| 2018    | Lore                             | Philip Smith          | Series 2, Episode 5: "Mary Webster: The Witch of Hadley" |
| 2021    | A Discovery of Witches           | Andrew Hubbard        | Series 2, 3                                              |
| TBA     | Men Up                           | Tommy Cadogan         | Upcoming television film                                 |